# Roman Zub
Roman Zub (tiếng Nga: Роман Зуб; sinh ngày 16 tháng 2 năm 1967 tại Ukraina) là một cầu thủ bóng đá  người Ukraina đã giải nghệ.